# Chenonceau

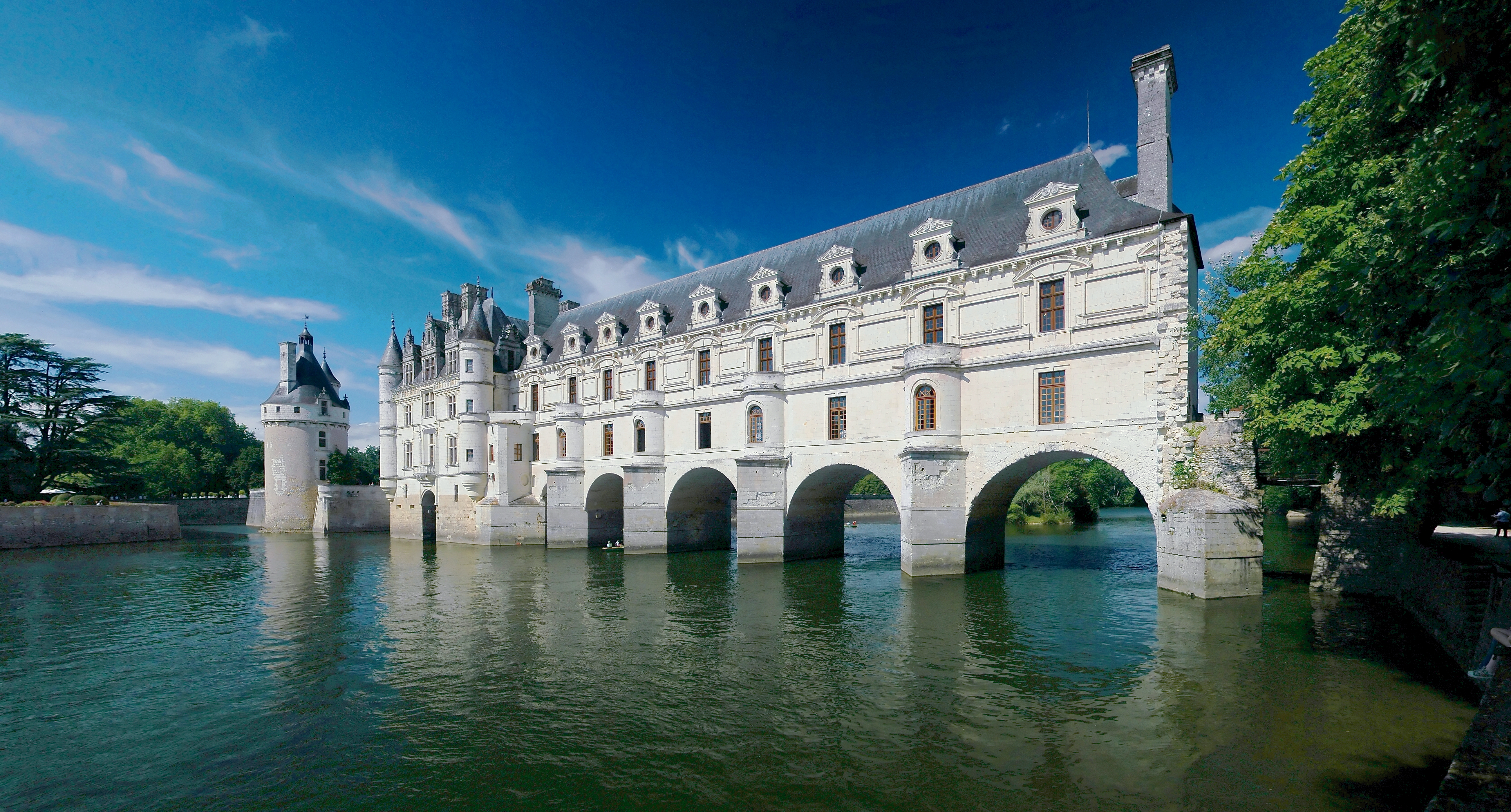
Chenonceau

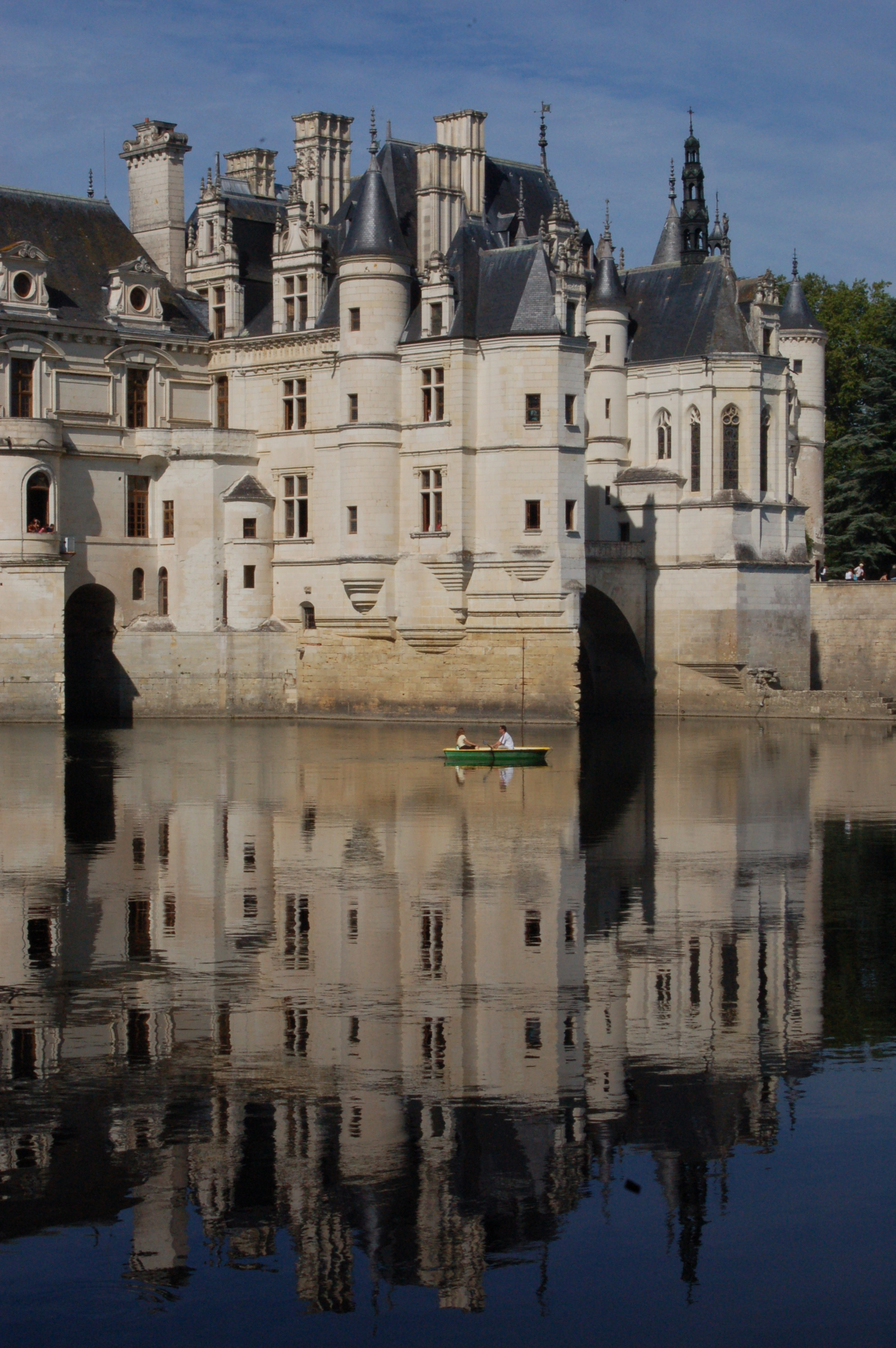

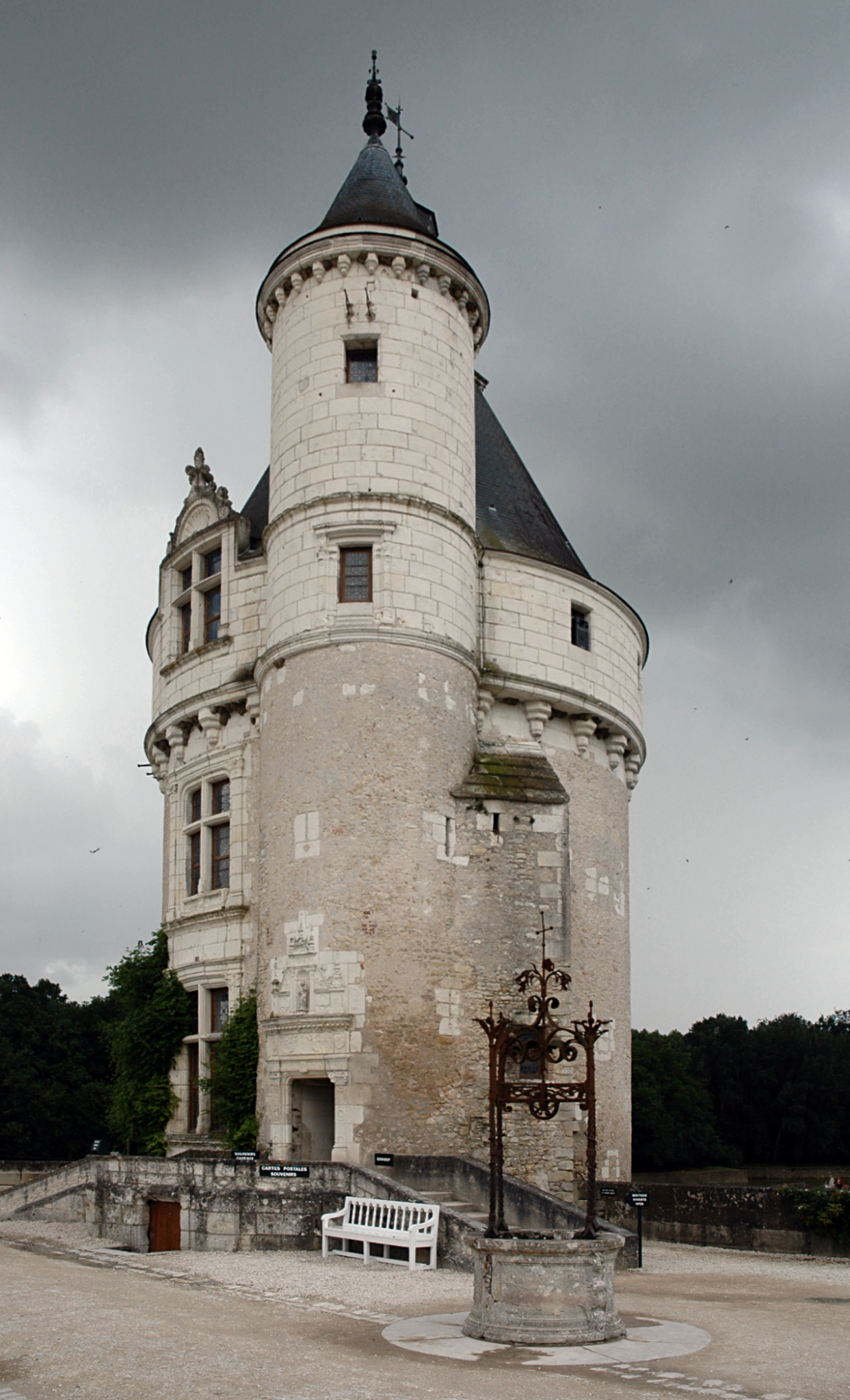
Az elővár

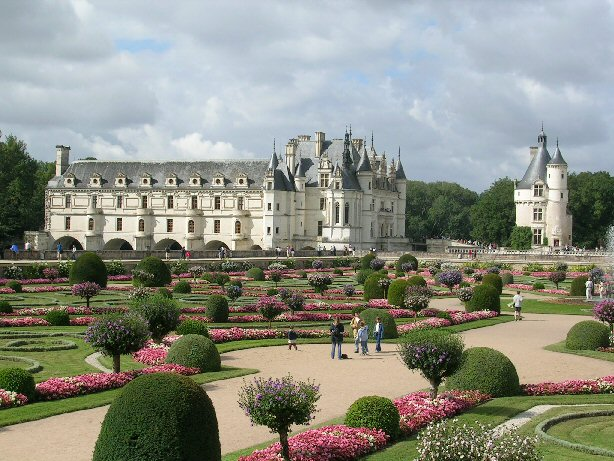
Diane de Poitiers franciakertje

Chenonceau (kiejtése kb. „sönonszo”) egy kastély Franciaország középső részén, Indre-et-Loire megyében, Chenonceaux községben.
A Loire vidékének második leglátogatottabb kastélya nem a Loire, hanem annak egyik mellékfolyója, a Cher mentén található. „Hat hölgy kastélyának” is szokták nevezni ezt a maga nemében egyedülálló építményt.

## Története
Az első hölgy mindjárt az építtető, Catherine Briconnet, akinek férje, Thomas Bohier fontos tisztséget töltött be több király mellett, s 1512-ben került tulajdonába a terület. Az építkezést feleségére bízta. Catherine lebontatta az itt álló régi erődítést, ebből csak a donjon maradt meg, s egy malom helyére, a folyó szigetecskéjére építtette a várat az amboise-i Pierre Nepveu tervei szerint. A négy sarkán tornyokkal megerősített, kétszintes kastélyban a központi folyosóról mindkét szinten a négy sarkon nyílnak a szobák. Thomas Bohier és felesége halála után a kincstár tette rá a kezét a kastélyra, Bohier tartozása fejében. I. Ferenc gyakran járt ide vadászatokra. II. Henrik a királyi kegyencnőnek, Diane de Poitiers-nek adta. A szépséges Diane ugyan húsz évvel volt idősebb az ifjú királynál, de jószerével teljhatalmat gyakorolt felette. Ő építtette a folyó felett a hidat, s nagy pénzért csodás kertet alakíttatott ki a kastély bejárata előtt. Henrik és barátai gyakran vendégeskedtek itt. Amikor Henriket egy lovagi tornán halálos baleset érte, özvegye, Medici Katalin azonnal elkobozta a kastélyt a kegyencnőtől, cserébe neki adta Chaumont kastélyát. A királyné építtette azután a híd fölé a kétszintes épületet, a galériát, s mivel bosszantotta Diane kertje, a másik oldalon új kertet alakított ki. Ez volt Chenonceau fénykora, gyakran rendeztek itt fényűző ünnepségeket, a feljegyzések szerint például III. Henrik 1577-ben százezer livre-t költött egyetlen parádéra.
A negyedik nő a kastély történetében III. Henrik özvegye, Louise de Lorraine volt. Az özvegy királyné ide vonult vissza férje halála után, s egész hátralévő életében őt gyászolta. Nemcsak a függönyöket, a bútorhuzatokat cseréltette feketére, hanem még a plafont is erre a színre festette szobájában.
A kastély azután sok kézen ment át, míg a 18. században Dupin tábornok birtokába került. Az elegáns és művelt Madame Dupin az ötödik hölgy a kastély hányattatott történetében, a kor szinte minden jelentős művésze, írója megfordult nála. Fia mellé Rousseau-t fogadta nevelőnek, aki az ifjú épülésére írta meg híres művét, az Émile-t. Dupin asszonyt olyannyira szerette a környék népe, hogy a forradalom idején sem neki, sem a kastélynak nem esett bántódása.
A hatodik hölgy, Madame Pelouze 1864-ben vette meg az akkor már meglehetősen elhanyagolt épületet, hatalmas összegeket áldozott rendbehozatalára, amit a kor divatjának megfelelően végeztek el. A későbbi tulajdonosok nem kis erőfeszítése révén sikerült visszaállítani az eredeti állapotot az épület nagy részén.
Napjainkban, a kastély magántulajdonban van, de látogatható, berendezését a műemlékvédelem közreműködésével alakították ki.

## Szerkezete, felépítése
A kastély főbejárata egy rácsos díszkapu, ahonnan platánfákkal szegélyezett sétaút vezet a felvonóhídhoz, ezen keresztül lehet bejutni a négyszögű elővárba, amelyből mára csak a vizesárokkal körülvett donjon maradt meg. Az elővár egyik oldalán Diane de Poitiers, a másikon Medici Katalin franciakertje terül el. A donjon mögötti teraszon és az utána következő újabb hídon át lehet bejutni a kastélyba. A bejárati csarnok csúcsíves. Innen nyílik az őrség terme, ahonnan át lehet jutni az épületből kiugró, kétszintes kápolnához, melynek ablakai viszonylag újak, mivel a kápolnát 1944-ben bombatalálat érte, régi ablaki elpusztultak. A felső szinten lévő erkélyről a mindenkori úrnő követhette a misét, az itt található Szűz Máriát a gyermek Jézussal ábrázoló dombormű XVI. századi, a falon pedig feliratok láthatóak: Stuart Mária skót gárdistái karcolták be nevüket.
A kastély földszintjén található Diane de Poitiers szobájában a régi, hatalmas kandalló, melynek domborműveit Jean Goujon készítette. Medici Katalin kedvelt tartózkodási helye volt a Zöld szalon, mennyezete a XVI. századból maradt fenn. Nevét arról a hatalmas faliszőnyegről (un. "farkasalmás" faliszőnyeg) kapta, amely eredetileg zöld alapszínű volt, de több mint háromszáz év alatt mára megkékült. Érdekessége, hogy kivételes témáját Amerika felfedezése ihlette, perui ezüstös fácánokat, ananászt, orchideákat, gránátalmákat és Európában 1492 előtt ismeretlen állatokat, valamint növényeket ábrázol. A Zöld Szalonhoz csatlakozik Katalin kis könyvtárszobája, díszes mennyezete 1521-ben készült, a falon pedig Correggio alkotásai találhatóak. A földszint másik oldalán van az I. Ferenc terem, kandallóján a Bohier család jelszava látható, Diane de Poitiers képmása díszíti a termet, valamint Charles-André van Loo három gráciát ábrázoló alkotása. A kastély szalonjában Rubens képe a gyermek Jézust Keresztelő Jánossal ábrázolja, itt van Madame Dupin portréja is.
Az előcsarnokból nyílik a nagy galéria, amely tulajdonképpen a Diane idején készült híd. Hatvan méter hosszú, öt ívet alkot, a hatodik a kastély alatt kisebb, ez volt az egykori malom, később a kastély konyhájához használták. A hosszú csarnokot az első világháborúban hadikórháznak használták, a második világháborúban pedig pontosan a közepén húzódott a németek által megszállt övezet és a Vichy állam közötti demarkációs vonal.
Az első emeleten az előcsarnokból nyílik Catherine Briconnet szobája, majd a Gabrielle d’Estrée-ről elnevezett szoba, aki IV. Henrik kegyencnője volt, aki csak vendégként járt a kastélyban, de a királytól származó fia később a kastély tulajdonosa lett. Az öt királyné szobája Medici Katalin két lányára és három menyére emlékeztet, valamennyien megfordultak a kastélyban.
A kastély parkjában van egy viaszmúzeum, amely a kastély múltjának nevezetes szereplőit mutatja be.